# Санта Марија Асунта (Бреша)
Санта Марија Асунта је насеље у Италији у округу Бреша, региону Ломбардија.
Према процени из 2011. у насељу је живело 4 становника. Насеље се налази на надморској висини од 1796 м.